# La ciudad (ensayos)
La ciudad, subtitulada Ensayos, es una obra del periodista y escritor español Manuel Chaves Nogales, publicada en Sevilla en 1921. Recibió un premio de Ayuntamiento de Sevilla. 

## Reseña
El joven Chaves Nogales, de apenas 23 años, recorre Sevilla, una ciudad en la que él ha crecido y en la que se ha fajado como intrépido periodista. Una ciudad de la que sabe muchas cosas, pero de la que desconoce aún más. Su actitud es la de un joven reflexivo que no quiere dejarse embaucar por las apariencias de excesos y boato. El autor desmenuza el carácter de su ciudad entre antagonismos y contradicciones, entre tópicos y alabanzas, con una despreocupación juvenil. Desde la luz crepuscular hasta sus azoteas, sus cafés, sus patios, el tipo sevillano o la reivindicación de la mujer. Pero hay más que todo eso, las gentes de barrio, las santas Justa y Rufina, la Sierpes y la Macarena, la fuerza de la Semana Santa y el Gran Poder, los gitanos y el cante, el extrarradio y las tensiones sociales, las peinetas y el romanticismo, el turista y la Expo de 1929, la tragedia de Andalucía y el andalucismo. Páginas literarias -que no periodísticas- a través de las cuales se llega a entrever lo que Sevilla fue o pudo haber sido y lo que secretamente es para los que saben amarla y entenderla.

#### Libro primero
Tras una justificación en la que habla de su profundo amor por Sevilla y cita a autores como Eugenio Noel, Joan Maragall, Goya y al poeta Omar-al-Kayyan, Nogales diferencia entre la ciudad típica y la ciudad lírica e insatisfecha, la que se desnuda ante una mirada hambrienta de ideal.

#### Libro segundo
Mucho más breve que el libro primero, el segundo libro apenas supera las 30 páginas. Iniciado el recorrido por la calle Sierpes, antigua calle de los Espaderos, el autor se detiene en un café, el de Madrid, y recuerda tras el polvo de desvencijados espejos la conspiración realista de Aracena recordada en la conocido periódico liberal La sombra de Lacy (1822) con sus párrafos vibrantes y cantos patrióticos.
De Aracena salen
cuatrocientos brutos
que al rey absoluto
quieren proclamar;
pero de Sevilla
los bravos leales...
Y recuerda los fraques lechuguinos y las solapas de terciopelo de los que se juegan la vida por una ilusión mientras se recrea entre ilustres manchetas de prensa libre un escritor que ante todo es periodista. Luego aparece la plaza del Salvador, donde asistimos al diálogo de dos librepensadores seguidores de Riego, Juan Pablo y Félix. Don Juan Pablo refiere la llegada de los Cien mil hijos de San Luis y la desgracia de Alcalá Galiano, que se atrevió a desafiar al rey Fernando. "!Vivan las caenas!" -grita el populacho-, mientras voltean las campanas arrebatadas y los patriotas se ocultan, 

la razón por la que el alma de nuestra ciudad, que es siempre una e inalterable, va evolucionando a compás con todas las mutaciones de espíritu, pero sin romper nunca su unidad.

#### Libro tercero
Juan Miguel y Antonio, el primero arquitecto y el segundo delineante, salen a descubrir la mañana, entre San Vicente y la Campana, en la desembocadura de la calle Sierpes, un "democrático solárium" y el ombligo de Sevilla. Después pasan por el mercado de la Encarnación, todo un vergel de frutas y hortalizas a los ojos del viandante, cargado de productos novedosos, como los ventiladores o los calcetines de lana blanca que vende "una gachí misteriosa", sin olvidarse de las viejas que en su faltriquera esconden el mejor jabón verde. En su paseo asistimos a rememoranzas de Juan Ruiz el arcipreste, Rincón y Cortado u otros famosas referencias literarias maravilladas por el espectáculo de "estas tierras plenisolares". 
Tras hablar de las obrerillas y las muchachas "feas" de atractivo indefinible por su picardía y viveza -entre las que destaca a Reyes, de apenas 16 años-, reflexiona sobre la figura del señorito, personaje odioso a las flequeras y costureras de la calle Francos. La tal Reyes se sobresalta al oír el extraño nombre de un mozo joven, enjuto y encorvado llamado Progreso. 

Progreso es obrero de la pirotécnica, sevillano, hijo de un remendón hispalense que fue hombre de fama y tuvo cosas; esas cosas sainetescas que todo el orbe conoce; el hijo es grave, orgulloso, arrebatado y violento. A flor de labio ándale siempre un rictus de tragedia, y cuando bebe su vinazo y hasta cuando repasa un fandanguillo de los olosneros entre vaso y vaso de valdepeñas, muéstrase un poco agrio y repelente. Su extraño nombre responde a algo que es fundamental en el ánimo de estas gentes aherrojadas. Llámase Progreso como otros muchos hijos de estos barrios trabajadores han sido llamados Libertad, Locomotora, Felicidad, Adelanto, Igualdad, etc., respondiendo a aquellas concepciones revolucionarias que llenaron el último tercio del siglo diecinueve.

A continuación asistimos a un diálogo imposible entre los dos amantes, un "coloquio" lorquiano avant la lettre, hermoso y carente de sensiblería. 
Tras unas palabras sobre la fiesta de la Cruz de mayo, Nogales se adentra en la rebelión de los miserables contra los caseros -donde aparece el novedoso desahucio. La autoridad va a imponerse y Progreso, que cierra el libro huye. La "virgen trabajada" de Reyes se abraza ahora a nuestro arquitecto para salvarse. 

Es ella toda espiritualidad sevillana , y una misión de cultura honda y honrada. Juan Miguel la recoge amorosamente, abre cauce sereno al caudal de su ánimo glorioso, y en él diluye, para que alcance a todas nuestras horas, aquel inapreciable tesoro de emotividad. Reyes se incorpora, por primera vez, de una manera sistemática al progreso de la ciudad, y esta labor de la mujer, junta con los que trazan la arquitectura de nuestro espíritu, es el triunfo, la exaltación, la plenitud de esta vieja ciudadanía hispalense.